# European Journal of Inorganic Chemistry
European Journal of Inorganic Chemistry (abrégé en Eur. J. Inorg. Chem.) est une revue scientifique à comité de lecture qui publie des articles dans le domaine de la chimie inorganique. Le journal est détenu par la ChemPubSoc Europe, une organisation qui regroupe 16 sociétés européennes de chimie.
D'après le Journal Citation Reports, le facteur d'impact de ce journal était de 2,942 en 2014. Le directeur de publication est João Rocha (Université d'Aveiro, Portugal).

## Histoire
La création du journal résulte de la fusion de divers journaux de chimie européens: 
- Acta Chimica Hungarica, Models in Chemistry
- Anales de Química
- Bulletin des Sociétés Chimiques Belges
- Bulletin de la Société Chimique de France
- Chemische Berichte
- Chimika Chronika
- Gazzetta Chimica Italiana
- Recueil des Travaux Chimiques des Pays-Bas
- Revista Portuguesa de Química
- Polish Journal of Chemistry